# Benni Cellini

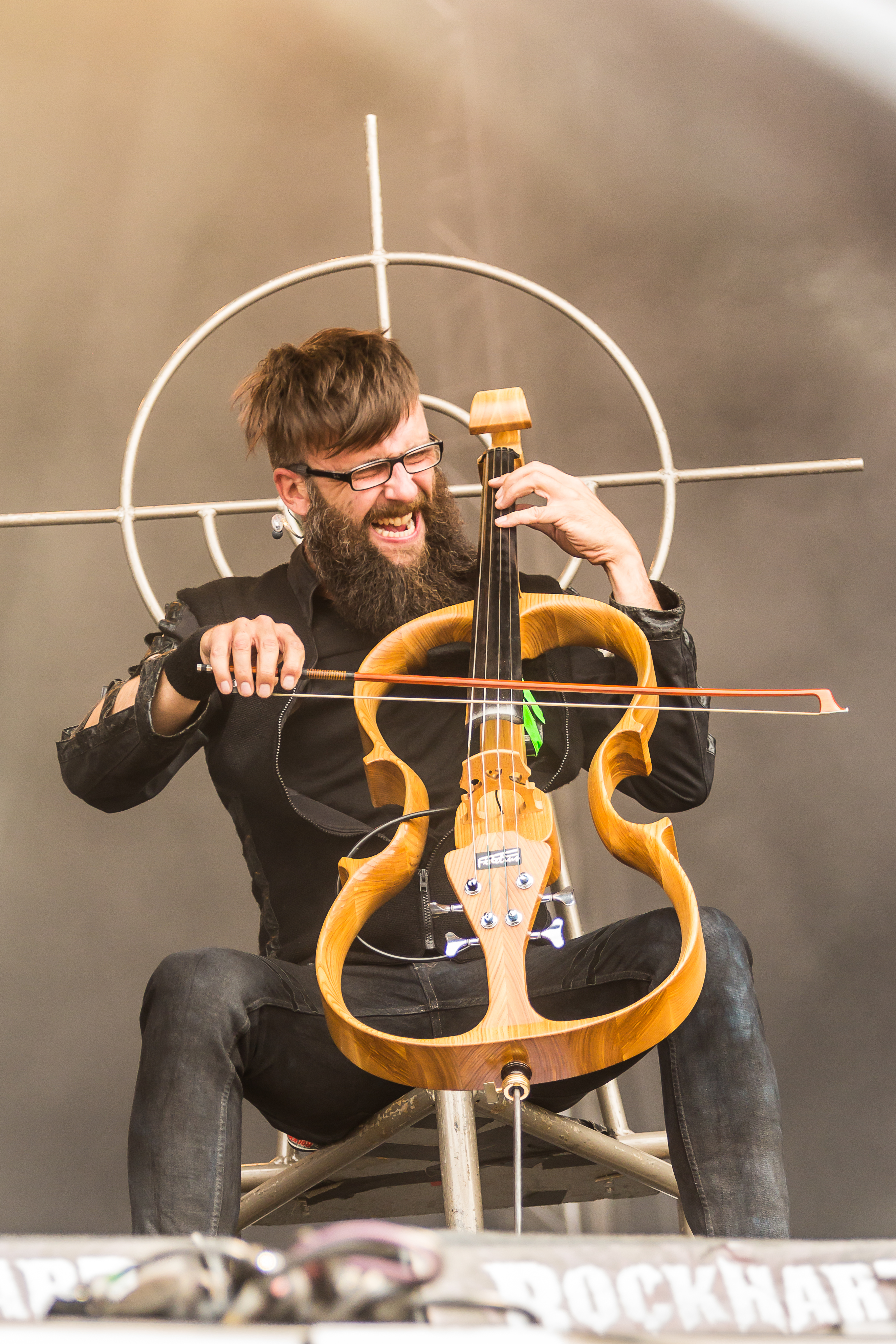
Benni Cellini

Benni Cellini (bürgerlich Benjamin Gerlach, * 1978 in Radebeul) ist ein deutscher Musiker, der klassische und Popmusik spielt.

## Leben und Wirken
Gerlach wuchs in Radebeul auf, wo er auch lebt. Er absolvierte von 1984 bis 2001 eine klassische Celloausbildung an der Musikschule Dresden-Land. Nach einigen Engagements wandte er sich zunächst von der klassischen Musik ab und begann, die Violine als Instrument in der Rockmusik zu nutzen. Er ist Gründungsmitglied der Gothic-Rockband Letzte Instanz.
Ab 2004 präsentierte der Theaterschauspieler Jürgen Stegmann das Balladenprogramm „Verweile doch, du bist so schön…“ mit Texten von Goethe und Schiller, bei dem er musikalisch durch Benni Gerlach unterstützt wurde.
Benni Gerlach gründete 2005 gemeinsam mit Karl Helbig das Projekt „Land Über“ für sphärischen Jazz-Pop mit E-Cello und Saxophon. In den Jahren 2009 und 2010 begleiteten die beiden die Autoren Hubert Gerlach (1927–2015) und Thomas Gerlach (* 1952) bei Lesungen aus Hubert Gerlachs Romanen Drei Uhr Morgens bzw. Jonas Daniels Schatten.
2009 gewann er mit „Folkdestille Jena“ aus 14 Instrumentalisten den Eisernen Eversteiner des Publikums.
Seit 2019 engagiert sich Gerlach wieder in der klassischen Orchestermusik und spielt auch auf Jazz- und anderen Live-Konzerten. Als Gast- und Studiomusiker arbeitete er für Lisa Morgenstern, Jeanette Biedermann, Veronika Fischer, Karat, Subway to Sally, Schandmaul, In Legend, Fiddlers Green, Angelzoom, Die Kammer, Cox and the Riot, Miss Rockester, Goethes Erben, u. a.
Auf dem Album Anderswelt ist Benni Cellini Gastmusiker bei der Gruppe Schandmaul.
2025 war Cellini auf dem Deutschen Evangelischen Kirchentag 2025 in Hannover mit Konzerten präsent.

## Diskografie

### SOLO
- 2025: SOLO (Album)

### Mit Land Über
- 2011: Land Über (Album)
- 2011: Weitblick (Album)
- 2015: Licht (Album)
- 2016: Land über & Freunde – Live (Livealbum)

### Weitere Veröffentlichungen
- 2001: Subway to Sally – Herzblut (Album)
- 2002: Nik Page – Sacrifight (Titel: Walk on a Razor Blade und Rocketman)
- 2003: Zeraphine – Traumaworld (Titel: Wenn du gehst)
- 2004: Angelzoom – Angelzoom (Album)
- 2004: Angelzoom – Fairyland (Maxi)
- 2005: Angelzoom feat. Joachim Witt – Back in the Moment (Maxi)
- 2006: Ute Freudenberg – Puppenspieler (Album)
- 2007: Schandmaul – Anderswelt (Album)
- 2009: Schandmaul – Sinnfonie (Album)
- 2010:  Zeraphine – Whiteout (Titel: Tomorrows Morning und Whiteout)
- 2011: Carinha – Believe in Three Hazelnuts (Album)
- 2013: Lisa Morgenstern – Amphibian (Album)
- 2014: Lisa Morgenstern – Metamorphoses (EP)
- 2014: Miss Rockester – A Ride on Either Side (Album)
- 2015: Cultus Ferox – Nette Jungs (Album)
- 2015: Inlegend – Stones at Goliath (Album)
- 2015: Benjamin Richter – The Grand Momentum (Album)
- 2016: Karasol – In Your Wild Garden (Album)
- 2016: The Mockingbird Men – Back in the Port (Album)
- 2017: Delva – The Raven Prophecy (Album)
- 2017: Miss Rockester – Songs, Poems & Stars (Album)
- 2017: Flohzirkus Orchestra – Die schwarze Katze kehrt zurück (Album)
- 2017: Solar Fake – Sedated (Live & Acoustic) (Livealbum)
- 2017: Far or Near – Aporia (Album)
- 2019: Lisa Morgenstern – Chameleon (Titel: Answers)
- 2020: Sündenklang – Jahresringe (Album)
- 2022: Goethes Erben – Das gestohlene Konzert (Livealbum)